# جمعية اللواء الأبيض
جمعية اللواء الأبيض هي حركة سياسية سودانية ظهرت في منتصف عشرينات القرن العشرين في السودان لبعث الوعي السياسي الوطني في السودان ضد الإستعمار البريطاني والدعوة للوحدة بين مصر والسودان تحت شعار وحدة وادي النيل.

## تأسيسها
تأسست الجمعية في الخرطوم في إبريل / نيسان عام 1924 وكانت تمارس نشاطها بشكل سري في بداياتها ثم ظهرت علناً في 15 مايو / أيار 1924م.

## التسمية
أطلق على الجمعية اسم اللواء الأبيض نسبة إلى اللواء أو الراية البيضاء التي كانت تشكل علمها وشعارها الرسمي.

## الشعار والرمز وقسم الولاء

علم جمعية اللواء الأبيض

رفعت الجمعية شعار وحدة وادي النيل واتخذت لها علماً من القماش الأبيض رسمت عليه خريطة وادي النيل من منبعه إلى مصبه، وعلى جانبه الأعلى إلى اليسار صورة العلم المصري ذو الهلال والنجمات الثلات، كُتبت تحته مباشرة عبارة «إلى الأمام» باللغة العربية.
وكان على كل منتسب إلى الجمعية أن يؤدي قسم الولاء الذي يجعله خاضعاً لقوانينها، ومنفذاً لأوامرها وهو على النحو التالي: «أقسم بالله ثلاثاً، وبكتابه هذا القرآن، وبكل يمين مقدس ألا أخون هيئة هذه الجمعية وأن أكون جاداً مخلصاً على مبادئها وألا أتنحى عنها مهما كان الموقف حرجاً ومهما كنت نائياً عنها والله على ما أقول وكيل».

## هيكلية هيئة الجمعية وعضويتها
كانت الجمعية تجند اعضائها من بين موظفي مصلحة البريد والبرق في العاصمة المثلثة للاستفادة منهم في عملية تواصلها مع فروعها في مدن السودان الأخرى مثل واد مدني وبورتسودان وعطبرة وشندي والأبيض ونقل أخبارها إلى خارج السودان. كذلك توجهت الجمعية نحو طلاب كلية غوردون، (جامعة الخرطوم، حالياَ)، ومعهد أم درمان العلمي، وإلى صغار ضباط الجيش بقوة دفاع السودان في المدرسة الحربية لإستقطاب جزء منهم في عضويتها.
كانت العضوية قاصرة على السودانيين فقط، ولكنها كانت تضم ايضاً بعض المصريين العاملين في السودان كأعضاء سريين.
ورغم أن العدد الإجمالي لأعضاء الجمعية لم يتجاوز 150 عضواً في يونيو / حزيران من عام 1924 م وفقاً لما ذكره مكتب مخابرات الحكم الثنائي، إلا أن مؤيديها والمتعاطفين معها كانوا أكثر من ذلك بكثير.

### الهيئة القيادية للجمعية
تكونت اللجنة التنفيذية للجمعية في مايو / أيار 1924 م، بمدينة أم درمان برئاسة علي عبد اللطيف وعضوية عبيد حاج الأمين، وثلاثة آخرين من الكتبة وصغار الموظفين، وهم صالح عبد القادر، وحسن صالح المطبعجي، وحسن شريف. كما ظهر ضمن صفوفها اسم على أحمد صلاح، وهو من أوئل النقابيين السودانيين، وكان يعمل كاتباً بمخازن فكتوريا في الخرطوم.

## الفروع
كانت لجمعية اللواء الأبيض فروعاً اقليمية في السودان تعمل بشكل علني في مدن ود مدني وعطبرة وبورتسودان وشندي. ولكنها رغم تلك العلانية احتفظت بنظام الخلايا الذي كان معمولاً به في جمعية الإتحاد السوداني - التي قامت الجمعية على أنقاضها - وذلك لحماية أعضائها من رقابة رجال الأمن ومخابرات الإدارة البريطانية التي كانت منتشرة في مدن السودان وتسهيل اتصالها بالجماهير السودانية.

## العضوية
كانت قوة الجمعية تتركز في صفوة الأفندية الحضرية بالمدن الكبيرة في السودان واعتمدت في اختيار قيادتها وعضويتها على الطبقة الناشئة من صغار الموظفين والضباط والجنود والعمال، ولذلك فقد كان لها مناصرين في صفوف قوة دفاع السودان بسبب انتماء علي عبد اللطيف للجيش وسمعته الجيدة فيه. كما ضمت الجمعية عدداً من صغار موظفي مكاتب الخدمة المدنية لإعجابهم بعبيد حاج الأمين وكذلك وجدت الجمعية ترحيباً وسط طلاب كلية غوردون التذكارية، والمدرسة الحربية والمعهد العلمي بأم درمان إلى جانب بعض العمال والفنيين وعدد من شيوخ القبائل وتجار التجزئة المتعلمين بالمدن والذين كانوا يتابعون مجريات الأمور في البلاد من خلال اطلاعهم على الصحف والمجلات والكتب المصرية.

## أهداف الجمعية
كان لاتساع دائرة اتصال السودانيين بالمصريين العاملين في السودان والذين كانت لهم بدورهم صلات وثيقة بوطنهم الأم مصر ومتابعين للحركة الوطنية وتطورات الأحداث السائدة فيها، دوراً في التأثير على الرأي العام السوداني وتحريضه ضد الإدارة الأستعمارية البريطانية فإرتبط النشاط السياسي للجمعية بما كان سائدا في مصر من نشاط مناويء للحماية البريطانية والنفوذ الإنجليزي على الحياة السياسية في مصر والسودان. وكانت الجمعية تؤيد حزب الوفد المصري، ولذلك فقد كان من الأهداف الرئيسية المعلنة للجمعية هو ضم السودان إلى مصر
كما عمل قادة الجمعية على محاربة كل أشكال الانقسام وظواهر التخلف والنعرات القبلية والإقليمية في السودان.

## الموارد المالية
اعتمدت الجمعية في تغطية نفقاتها على الاشتراكات التي يقدمها المنتسبون إليها وعلى المساهمات الخارجية فقد كان كل عضو يدفع رسم دخول قدره عشرون قرشاً إلى جانب مساهمة شهرية، في حين كان النادي المصري في السودان يدفع للجمعية خمسين جنيهاً في الشهر بالإضافة إلى مساعدات مالية كان يقدمها إليها بعض المصريين المقيمين في السودان. وكانت المبالغ تنفق على مطبوعات الجمعية وبرقياتها، وعلى رعاية أسر المقبوض عليهم من اعضائها.

## نشاط الجمعية
كان أول عمل كبير بدأت به الجمعية نشاطها السياسي هو تنظيم مظاهرة صغيرة في الخرطوم في 17 يوليو / تموز 1924 م، تبعتها مظاهرة أخرى أكبر حجما في أم درمان بتاريخ 19 يونيو / حزيران من العام ذاته. كذلك شاركت الجمعية في تظاهرة طلاب المدرسة الحربية بالخرطوم في 22 يوليو / تموز 1924 م، وكانت تلك المشاركة آخر عمل سياسي قامت به الجمعية حيث تم اعتقال آخر عضو في اللجنة التنفيذية للجمعية وهو عبيد حاج الأمين.

## مقال علي عبد اللطيف
مع تزايد الوعي السياسي لدي الصفوة الحضرية في كل من مصر والسودان ضد السياسة البريطانية في البلدين جاهرت بعض الأصوات في السودان برفضهما لتك السياسة وكان من بين الرافضين علي عبد اللطيف الذي كتب مقالاً بعنوان «مطالب الأمة» يتضمن انتقادات لسياسة الحكومة كرد فعل مباشر على نتائج اجتماع عقده الورد اللنبي، المندوب السامي البريطاني بمصر مع زعماء الطوائف والقبائل السودانيين الذين التقى بهم عند زيارته للخرطوم في 16 أبريل / نيسان 1922 م. بعث عبد اللطيف بمقاله إلى صحيفة «حضارة السودان» في الخرطوم، لسان حال الحكم الثنائي والتي كانت تطالب بانفراد الإنجليز بحكم السودان.
وتناول المقال ذلك الاجتماع مؤكداً على أن المخاوف من احتمالات تسليم الحكومة البريطانية السودان لمصر، لا أساس لها من الصحة وكذلك الملاحظات التي أبداها السيد علي الميرغني في هذا الاجتماع حول هذا الموضوع، واتهامها بالسعي لفصل السودان عن مصر، وفرض حمايتها عليه، ووصف الذين وقعوا على عرائض الولاء للحكم البريطاني من الزعماء والأعيان بأنهم لا يمثلون إلا أنفسهم. وذكربأن من حق الأمة السودانية أن تختار بنفسها المرشد الذي تريد سواء أكانت مصر أم بريطانيا إن كانت هي في حاجة إلى من يرشدهما لنيل استقلالها. وتناول عبد اللطيف في مقاله بعض المشاكل الاقتصادية وابدى احتجاجه على الضرائب التي تثقل بها الحكومة كاهل السودانيين، وعلى عدم إنصاف الحكومة لسكان أقاليم السودان، لاسيما أهل الجزيرة، الذي أُنتُزِعت أرضهم، وسُلِمَت للشركات البريطانية من أجل تأسيس مشروع الجزيرة، وقلة الوظائف الممتازة في البلاد واحتكارها من قبل الإنجليز، وحرمان أهل البلاد المتعلمين الأكفاء منها، وانتقد نظام التعليم الذي يعاني من نقص وقصور خاصة في كلية غردون، وطالب بمزيد من التعليم، وإنهاء احتكار الحكومة لتجارة السكر، وإلحاق السودانيين بوظائف عالية في سلك الخدمة المدنية.
لم تنشر جريدة «الحضارة» المقال، إلا أن فحواه وصل إلى السلطات البريطانية السودانية، فقام ويلس، مدير المخابرات آنذاك، باقتحام مكتب رئيس تحرير صحيفة «الحضارة» بنفسه واستولى على المقال وصادره، ومع ذلك نشر المقال في الصحف المصرية، وتم القبض على عبد اللطيف. وحوكم بالسجن لمدة عام.

## محاكمات أعضاء جمعية اللواء الأبيض

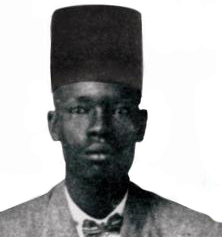
القوميّ السّودانيّ علي عبداللّطيف الّذي عمِلَ كعضو رئيسيّ في اللّواء الأبيض

بعد اعتقال أعضاء جمعية اللواء الأبيض اقيمت في فبراير / شباط 1925 م، محكمة جنائية كبرى علنية في منطقة كوبر بالخرطوم بحري برئاسة القاضي أوزبرن وعضوية كل من الميجر برادلي والشيخ حسين الفيل لمحاكمة كل من علي عبد اللطيف وصالح عبد القادر وعبيد الحاج الأمين وحسن شريف وحسن صالح وأحمد مدثر وتهامي محمد عثمان ومحمد سر الختم ومحمد المهدي الخليفة ومحمد إدريس ومحمد عبد البخيت وعبد الله النور ونور الدين فرج وعمر دفع الله وذلك بمقتضى المادة 94 من قانون عقوبات السودان بتهمة التآمر على الحكومة وارهابها بواسطة القوة الجنائية وانفاذها من خلال العضوية في جمعية غير قانونية في السوان غاية أعضائها المشتركة هي إرهاب حكومة السودان بواسطة القوة الجنائية أو التظاهر بها، والمادة 90 من قانون عقوبات السودان بتهمة ترويج المظاهرات والجمعيات غير القانونية التي يزيد عدد أعضائها عن عشرة أشخاص والتي حصلت في مدينة الخرطوم وغيرها من مدن السودان مع معرفة أن تلك المظاهرات والجمعيات ممنوعة قانونياً. والمادة 96 من عقوبات قانون السودان: إثارة عواصف الكراهية على الحكومة المؤسسة شرعاً في السودان بواسطة ألفاظ أو كلمات قيلت أو كان في النية قراءتها أو وضعت بقصد أن تُتلى أو بغير ذلك. واضيفت إلى قائمة مواد الإتهامات المادتين 82 و 96 من قانون عقوبات السودان وتَنُصّان على جريمة التحريض على الجرائم المتقدم ذكرها. كماأضيفت تهمة حيازة أو وضع كتب أو محررات من شأنها إثارة الكراهية والازدراء بالحكومة والنظام المؤسس شرعاً في السودان وبث روح الحقد والعداوة بين طبقات الأهالي، والتي يُعاقِب عليها قانون البضائع المهربة لسنة 1901م.
نفى كل متهم من المتهمين أنه مذنب ووجهت المحكمة اسئلة إلى علي عبد اللطيف وبقية المتهمين حول نشاط الجمعية وصلتهم برئيس الحزب الوطني في مصر سابقاً حافظ رمضان، عندما زار السودان قبيل حوادث عام 1924، وعن المظاهرات التي جرت حينذاك.
أكد علي عبد اللطيف في رده على رئاسته للجمعية، والتقائه بحافظ بك رمضان في الخرطوم بمعية عبيد الحاج الأمين وصالح عبد القادر وسليمان كشة لاستفساره عن اخوين لهذا الأخير كانا يقيمان في مصر. كما التقى به مرتين أخريين للتحدث عن مواضيع ذات طبيعة سياسية و «الاستفهام عن السودان وغرض المصريين لأنه في ذلك الوقت كان الكلام كثيراً عن السودان»، ووصف عبد اللطيف الرجل بأنه كان «متحفظاً جداً». ورداً على سؤال حول أغراض الجمعية وفيما إذا كانت تعمل لبحث مظالم الأهالي، أجاب عبد اللطيف قائلاَ: «ليس من أغراض الجمعية أن تبحث في مظالم الأهالي بل كنّا معارضين للتغيير المطلوب أي أن يكون الإنجليز مطلقي التصرف بالسودان دون المصريين. وقد صرح البرلمان المصري بأن السودان جزء من مصر لا يتجزأ، أما البرلمان الإنجليزي فقال أن السودان جزء من الإمبراطورية البريطانية لأن لنا فيه مصالح مالية وزراعية ومسئوليات أدبية لا يسعنا أن نعرضها للضياع. وقد قرأت أنا بنفسي مقالاً في التيمس عن تصريح مكدونالد بأن 92% من الأهالي السودانيين مع الإنجليز. وهذا ما جعلنا نجهر برأينا لنصحح هذا الخط». وعن المظاهرات ذكر عبد اللطيف بأن المشاركة فيها كانت بمحض إرادة المتظاهرين وإنها لم تقم إلا بعد المنشور الذي صدر بمنعها وقد أراد المتظاهرون أن يظهروا شعورهم لما يجري في البلاد. وأقر عبد اللطيف بعلم الجمعية بحظر التظاهر إلا انها قامت بتنظيمها بأغلبية الأصوات فيها. ونفى استلام الجمعية لأية نقود من مصر.
وقد مثَّلَ الدفاع المحامي أمين الشاهد، بينما كان بيلي نائب مدير مديرية الخرطوم يمثل الإدعاء العام. وتمت إدانة المتهمين بالتهم المنسوبة إليهم وصدرت ضدهم أحكاماُ بالسجن لمدد مختلفة ونُفِيّ كل من علي عبد اللطيف وعبيد حاج الأمين وعلي البناء ومحمد المهدي الخليفة إلى مدينة واو بمديرية بحر الغزال في جنوب السودان. مات عبيد حاج الأمين في السجن بواو بعد لإصابته بعدوى الحمى السوداء في عام 1932 م،  ثم أطلقت الحكومة سراح جميع المسجونين بموجب معاهدة عام 1932م بين مصر وبريطانيا وكانت من بنودها العفوالشامل عن جميع المسجونين السياسيين. ولم يشمل العفو علي عبد اللطيف الذي نُقِل مرة أخرى إلى سجن كوبر في الخرطوم بحري وبقي فيه حتى عام 1938 م عندما طلبت الحكومة المصرية نقله إلى سجون القاهرة لتتولى الإشراف على صحته النفسية التي ساءت للغاية في السجن ووافقت الحكومة البريطانية على ذلك. توفي علي عبد اللطيف في القاهرة في 28 أكتوبر / تشرين الأول 1948م.